# Pamiętnik Towarzystwa Tatrzańskiego
Pamiętnik Towarzystwa Tatrzańskiego – rocznik wydawany w Krakowie w latach 1876–1920 przez Towarzystwo Tatrzańskie.
W sumie ukazało się 38 tomów. Po powstaniu i zarejestrowaniu w 1988 r. Polskie Towarzystwo  rozpoczęło wydawanie Pamiętników Towarzystwa Tatrzańskiego, które jednak nie są kontynuacją roczników wydawanych przez Towarzystwo Tatrzańskie. W latach 1992–2022 ukazało się 30 tomów. Wydawnictwo jest kontynuowane.
W roczniku dominowała tematyka tatrzańska, lecz szereg artykułów dotyczył obszaru całych Karpat, a nawet Karkonoszy. Poza sprawozdaniami Towarzystwa Tatrzańskiego rocznik drukował prace popularnonaukowe i naukowe. Znalazło się w nim wiele opracowań z zakresu turystyki, krajoznawstwa, taternictwa, geologii, geografii, botaniki, zoologii, etnografii itd. Publikowano w nim także opisy wycieczek.
Uzupełnienie „Pamiętnika Towarzystwa Tatrzańskiego” stanowiło wydawane osobno w latach 1883–1919 „Sprawozdanie Towarzystwa Tatrzańskiego”. Kontynuacją czasopisma są wydawane do dzisiaj „Wierchy”.